# General Rosas (1834)
El bergantín General Rosas fue un buque de la Armada Argentina partícipe de las guerras civiles desempeñando tareas de vigilancia y logística.

## Historia
El bergantín mercante matriculado con el nombre María fue adquirido el 12 de abril de 1834 e incorporado en esa misma fecha a la escuadra argentina. Al mando del sargento mayor José María Pinedo hasta junio de ese año fue destinado a tareas de vigilancia en el Río de la Plata.
En septiembre y octubre de 1834 viajó a Bahía Blanca y Carmen de Patagones transportando tropas de relevo. A su regreso fue retirado de la nómina de la armada.